# Nicolae Doicaru
Nicolae Doicaru (n. 21 aprilie 1922, Dolhăuți – d. februarie 1990, Adjud) a fost un general român de securitate, care a îndeplinit funcția de director al Direcției de Informații Externe a Securității Statului din România în perioada 1959 - 1978.

## Biografie
În tinerețe, Nicolae Doicaru a făcut parte din Frățiile de Cruce (organizație de factură legionară)  și a participat la rebeliunea legionară din ianuarie 1941. După 23 august 1944, el a participat la luptele de pe Frontul de Vest făcând parte dintr-o unitate de transmisiuni. Nicolae Doicaru a devenit membru al Partidului Comunist Român din 1945.
În anul 1945 intră în Siguranța Statului, cu grad de comisar, activând la Constanța. Este avansat în anul 1947 în funcția de șef al Inspectoratului Regional de Siguranță Constanța. În anul următor se căsătorește cu Melania Maidan, originară din Bucovina de Nord și care lucra ca telefonistă care asigura legăturile trupelor sovietice din Dobrogea cu restul țării și cu centralele de transmisiuni din sudul Ucrainei.
În anul 1949 căpitanul Nicolae Doicaru este numit în funcția de șef al Direcției Regionale de Securitate Constanța. În această calitate, el s-a făcut remarcat printr-un regim deosebit de dur impus deținuților politici de la Canalul Dunăre-Marea Neagră, dar mai ales prin faptul că a acuzat de sabotaj mai mulți nevinovați, trimiși apoi în fața plutonului de execuție . De asemenea, a organizat urmărirea, arestarea și uciderea partizanilor din Dobrogea (1949) și apoi a coordonat alături de Nicolae Ceaușescu reprimarea țăranilor care s-au împotrivit colectivizării. În anul 1950 a fost avansat la gradul de maior.
Pentru a justifica mersul lent al lucrărilor la șantierul Canalului Dunăre – Marea Neagră, s-au luat măsuri să se însceneze un proces public în care să fie judecați o serie de muncitori ca sabotori. În iulie 1952, ministrul de interne Alexandru Drăghici a convocat la minister o ședință cu conducătorii Securității în care s-a stabilit organizarea unui proces public exemplar în legătură cu sabotajul de la canal, cerând ca toată acțiunea să se încheie în decurs de trei săptămâni. Maiorul Doicaru s-a ocupat de anchetarea muncitorilor, iar în urma anchetelor Securității Constanța, unii dintre aceștia au fost condamnați la moarte și executați deși erau nevinovați.

## Șef alDIE
Remarcat cu acest prilej, colonelul Nicolae Doicaru devine în octombrie 1955 locțiitor al șefului Direcției de Informații Externe. Tot atunci au fost aleși ca locțiitori Solomon Sabău, Gheorghe Pele și Aurel Moiș. După cum afirmă istoricul Cristian Troncotă, se pare că avea puternice legături cu serviciile secrete sovietice, fapt ce a determinat promovarea sa în cadrul DIE. În paralel cu activitatea profesională, a absolvit cursurile Academiei de Studii Economice din București.
În anul 1959, Nicolae Doicaru a fost numit în funcția de șef al Direcției I - Informații Externe a Securității Statului. În anul 1963 este înaintat ca adjunct al ministrului de interne și șef al Direcției Generale de Informații Externe, din cadrul Consiliului Securității Statului (CSS). A fost înaintat apoi la gradul de general-locotenent (cu 2 stele) și numit la 13 iunie 1968 în funcția de vicepreședinte al Consiliului Securității Statului.
Apoi, în anul 1972, generalul-locotenent Nicolae Doicaru devine prim-adjunct al ministrului de interne și șef al Departamentului de Informații Externe (DIE) din cadrul CSS. A fost numit, prin 1974, consilier al președintelui Consiliului de Stat (ulterior consilier al președintelui Republicii Socialiste România) și, în această calitate, l-a însoțit pe Ceaușescu în vizitele oficiale efectuate în Argentina, Brazilia, Ghana, Grecia, Guineea, Irak, Liban, Liberia, Libia, Mexic, Siria și Marea Britanie. A fost înaintat la gradul de general-colonel (cu 3 stele) la 19 august 1974. În același an este ales ca membru supleant al CC al PCR, cu prilejul Congresului al XI-lea.
Începând din anul 1975 i s-au acordat atribuții suplimentare, conducând și Direcția a III-a de Contraspionaj. După cum declară însuși Doicaru în declarația dată în 12 septembrie 1978 ca urmare a fugirii din țară a lui Pacepa; "Cum eu o perioadă de aproape 3 ani am avut atribuții și pe linia altor unități ale ministerului, ex. D III, timp în care m-am ocupat cu tovarășii și am depistat cazul Satinger (Reșița), Ilieș, Nicolau și alții, Pacepa era cel care se ocupa cel mai mult de activitatea DIE" .
După ce a fost eliberat la 7 martie 1978 din funcția de prim-adjunct al ministrului de interne și șef al DIE și trecut în rezervă, a îndeplinit în perioada 7 martie – 15 august 1978 funcția de ministru al turismului în Guvernul Manea Mănescu (2). În această calitate, „el a primit sarcină să transforme această uriașă organizație într-o anexă a serviciului de spionaj al României”. A îndeplinit funcția de ministru al turismului până la 15 august 1978, când a fost destituit de Nicolae Ceaușescu.

## Trecerea sa în rezervă
După fuga generalului Ion Mihai Pacepa din România la 24 iulie 1978, Doicaru și-a pierdut toate funcțiile deținute (ministru al turismului și membru supleant al CC al PCR), a fost arestat împreună cu alți generali de securitate și anchetat. A refuzat să semneze declarațiile compuse de anchetatori, din care rezulta că Pacepa ar fi fost recrutat de către serviciile americane de spionaj și infiltrat de aceste servicii în DIE.
El a fost eliberat câteva luni mai târziu și numit ca director la IAS Mihăilești, dar a refuzat acest post. A rămas sub supraveghere până la Revoluția din decembrie 1989.
După cum susține generalul Pacepa că i-a povestit Aurel Dragoș Munteanu, la puține zile după revoluție, generalul Doicaru s-a prezentat în uniforma de general și cu toate decorațiile pe piept în fața conducerii Frontului Salvării Naționale și s-a oferit să creeze „un nou serviciu de spionaj, mai bun decât tot ce a avut România până acum". Deși conducerea FSN l-a numit în funcția de director al Serviciului de Informații Externe nou-creat pe generalul Mihai Caraman, Doicaru a devenit prim-consilierul lui Gelu Voican Voiculescu, însărcinat cu serviciile secrete.
Nicolae Doicaru a murit în februarie 1990 la o partidă de vânătoare desfășurată în apropiere de comuna Costești, la sud de Focșani, fiind împușcat de un glonț, deși toți participanții la vânătoare aveau cartușe cu alice. Anchetatorii morții sale au dat verdictul de „sinucidere prin împușcare", iar dosarul său a fost clasat.

## Decorații
- Medalia „A cincea aniversare a Republicii Populare Române” (24 decembrie 1952) „pentru lupta și munca duse în vederea făuririi, consolidării și prosperării Republicii Populare Române”[17]
- Ordinul „Steaua Republicii Populare Romîne” clasa a III-a (21 august 1954) „pentru merite deosebite pe tărîmul construcției de stat, economice, sociale și culturale, cu ocazia celei de a zecea aniversări a eliberării patriei noastre”[18]
- Ordinul Muncii clasa a III-a (6 mai 1961) „cu prilejul celei de-a 40-a aniversări de la înființarea Partidului Comunist din Romînia, pentru merite deosebite în opera de construire a socialismului”[19]
- Ordinul „23 August” clasa a III-a (10 august 1964) „pentru merite deosebite în opera de construire a socialismului, cu prilejul celei de a XX-a aniversări a eliberării patriei”[20]
- Ordinul „Tudor Vladimirescu” clasa a III-a (25 decembrie 1967) „pentru merite deosebite în opera de construire a socialismului, cu prilejul celei de-a XX-a aniversări a proclamării Republicii”[21]
- titlul de Erou al Muncii Socialiste și medalia de aur „Secera și ciocanul” (4 mai 1971) „cu prilejul aniversării a 50 de ani de la constituirea Partidului Comunist Român, [...] pentru contribuția deosebită adusă la întărirea forțelor armate și apărarea orînduirii sociale și de stat”[22]